# Patric Hörnqvist
Patric Gösta Hörnqvist, född 1 januari 1987 i Sollentuna, är en svensk före detta professionell ishockeyspelare som sist spelade för Florida Panthers i NHL.
Han spelade tidigare på NHL-nivå även för Pittsburgh Penguins och Nashville Predators.
Hörnqvist blev vald i NHL-draften 2005 av Nashville Predators som 230:e spelare totalt. 
Han spelade i samma kedja som Fredrik Bremberg i Djurgårdens IF och de var framgångsrika i anfallsspelet under säsongen 2006–07. Hörnqvist utsågs till säsongens nykomling i Elitserien 2006–07. Innan spelade han för division 1-klubben Väsby IK där han gjorde succé. När Väsby-tränaren Challe Berglund gick till Djurgården erbjöds Hörnqvist ett sommarkontrakt i samma klubb. Efter att imponerat på Djurgårdens ledning erbjöds han därefter ett heltidskontrakt. Våren 2007 spelade Hörnqvist LG Hockey Games med Tre Kronor, det var hans första turnering med landslaget. Han fick även spela VM några månader senare. Hörnqvists moderklubb hette Gillbo IF och är numera nerlagd. "Bengan" spelade även bandy i Helenelunds IK i unga år innan han valde hockeyn.
Han vann Stanley Cup med Pittsburgh Penguins 2016 och 2017 och är därmed en av de 40 svenskar som har vunnit Stanley Cup.

## Spelarkarriär

### NHL

#### Nashville Predators
I maj 2007 skrev Hörnqvist på ett treårigt kontrakt med Nashville Predators, laget som draftat honom två år tidigare. Han valde dock att fortsatta att spela ytterligare ett år för Djurgården, men deltog i Nashvilles rookieläger. För säsongen 2008/09 flyttade Hörnqvist till Nordamerika, men fick spendera större delen av säsongen i farmarlaget i AHL, Milwaukee Admirals. Under sina 28 matcher i NHL under den säsongen hann han dock göra sitt första NHL-mål som kom 15 oktober 2008, mot Dallas Stars målvakt Marty Turco. Säsongen därpå, 2009/10, blev Hörnqvist den fjärde i klubbens historia att nå milstolpen 30 mål. Han delade dessutom förstaplats i den interna poängligan med Steve Sullivan, dock med färre spelade matcher.
30 april 2013 meddelades att Hörnqvist skrivit under ett femårigt kontrakt med Nashville, värt 21,25 miljoner dollar.

#### Pittsburgh Penguins
Tillsammans med Nick Spalding trejdades Patric Hörnqvist till Pittsburgh Penguins den 27 juni 2014, i utbyte mot James Neal. Hörnqvist, som var den siste att draftas i 2005 års NHL-draft, kom därmed att få samma drafts förstaval som lagkamrat och sedermera kedjekamrat i Sidney Crosby. 
Den 29 februari 2016 gjorde Hörnqvist sitt första hattrick i NHL-karriären, i en match mot Arizona Coyotes. Hörnqvist gjorde sammanlagt fyra poäng i matchen. Den 13 april samma år gjorde han sitt första slutspels-hattrick, den här gången mot New York Rangers. Då Pittsburgh Penguins besegrade San Jose Sharks i slutspelsfinalen vann Patric Hörnqvist sin första Stanley Cup. Året därpå, säsongen 2016/2017, upprepade Pittsburgh bedriften då Hörnqvist gjorde det avgörande målet i sista finalmatchen mot sin tidigare klubb, Nashville Predators.
Den 27 februari 2018 skrev Hörnqvist på ett femårigt kontrakt med Pittsburgh, värt 26,5 miljoner dollar.
I en match mot Colorado Avalanche, den 4 december 2018, gjorde Patric Hörnqvist tre mål på 2:47 minuter, det snabbaste hattricket i Pittsburghs klubbhistoria.

#### Florida Panthers
Den 24 september 2020 trejdades Hörnqvist till Florida Panthers, i utbyte mot Mike Matheson och Colton Sceviour.

### Internationellt
2005 var Patric Hörnqvist med och vann brons i U-18 VM i Plzeň i Tjeckien. 
I VM i Köpenhamn 2018 vann han sitt första VM-guld då Sverige besegrade Schweiz.

## Statistik

### Klubbkarriär
| 2002–03           | Väsby IK            | Division 1        | 6   | 1   | 1   | 0   | –   | –  | –  | –  | –  |    |
| 2003–04           | Väsby IK            | Division 1        | 26  | 8   | 3   | 11  | 22  | 6  | 0  | 2  | 2  | 4  |
| 2004–05           | Väsby IK            | Division 1        | 28  | 12  | 12  | 36  | –   | –  | –  | –  | –  |    |
| 2005–06           | Djurgårdens IF      | Elitserien        | 47  | 5   | 2   | 7   | 36  | —  | —  | —  | —  | —  |
| 2006–07           | Djurgårdens IF      | Elitserien        | 49  | 23  | 11  | 34  | 38  | —  | —  | —  | —  | —  |
| 2007–08           | Djurgårdens IF      | Elitserien        | 53  | 18  | 12  | 30  | 58  | 5  | 0  | 1  | 1  | 6  |
| 2008–09           | Nashville Predators | NHL               | 28  | 2   | 5   | 7   | 16  | —  | —  | —  | —  | —  |
| 2008–09           | Milwaukee Admirals  | AHL               | 49  | 17  | 18  | 35  | 44  | 11 | 4  | 4  | 8  | 6  |
| 2009–10           | Nashville Predators | NHL               | 80  | 30  | 21  | 51  | 40  | 2  | 0  | 1  | 1  | 4  |
| 2010–11           | Nashville Predators | NHL               | 79  | 21  | 27  | 48  | 47  | 12 | 2  | 1  | 3  | 6  |
| 2011–12           | Nashville Predators | NHL               | 76  | 27  | 16  | 43  | 28  | 10 | 1  | 3  | 4  | 2  |
| 2012–13           | Nashville Predators | NHL               | 24  | 4   | 10  | 14  | 14  | —  | —  | —  | —  | —  |
| 2013–14           | Nashville Predators | NHL               | 76  | 22  | 31  | 53  | 28  | —  | —  | —  | —  | —  |
| 2014–15           | Pittsburgh Penguins | NHL               | 64  | 25  | 26  | 51  | 38  | 5  | 2  | 1  | 3  | 2  |
| 2015–16           | Pittsburgh Penguins | NHL               | 82  | 22  | 29  | 51  | 36  | 24 | 9  | 4  | 13 | 10 |
| Elitserien totalt | Elitserien totalt   | Elitserien totalt | 149 | 46  | 25  | 71  | 132 | 5  | 0  | 1  | 1  | 6  |
| NHL totalt        | NHL totalt          | NHL totalt        | 901 | 153 | 165 | 318 | 247 | 52 | 14 | 10 | 24 | 24 |